# Аналіз ринку
Аналіз ринку — комплекс дій, спрямованих на вивчення усіх факторів, умов, ситуацій, які впливають на стан і розвиток ринку, на зміни його обсягів, структури, масштабів. 
Аналіз ринку проводиться з метою одержання об’єктивної інформації про реальну ситуацію на ринку, виявлення та оцінки сили впливу основних чинників. У ході аналізу виявляють обсяги, структуру, широту і якість попиту, пропозиції за певний час та тенденції розвитку ринку, визначають ступінь збалансованості попиту і пропозиції, встановлюють відхилення між цими категоріями. Особливе значення надається аналізу цін як основному факторові, що формує попит населення. Оцінюють розмір і структуру незадоволеного попиту, ступінь масовості попиту (як відношення кількості споживачів товарів (послуг) до загальної чисельності ймовірних споживачів). 
Аналіз ринку дає оцінку обсягів і структури формування попиту, характеристику конкуруючих фірм, їх місце та перспективи на даному товарному чи регіональному ринку. Оцінюються сильні і слабкі місця конкурентів для розробки стратегії і тактики конкурентної боротьби з метою посилення своїх позицій на ринках. Визначаються також ступінь впливу (позитивний чи негативний) науково-технічного прогресу, організаційних чинників на результати ринкової діяльності; відповідність матеріально-технічної бази (гуртових складів, торговельних площ, обладнання, устаткування), форм організації збуту чи торгівлі, маркетингових послуг, інформаційної діяльності, реклами товарів обсягам товарообороту і пред'явленому попиту населення. Дається оцінка ефективності роботи сучасних сервісних служб щодо обслуговування споживачів товарів чи послуг. 
Аналіз ринку здійснюється власною аналітичною службою організації або найманими спеціалізованими консалтинго-маркетинговими фірмами. Наявність одержаної у процесі аналізу інформації дає змогу товаровиробникам, торговцям розробляти програми, які забезпечували б бізнесмену зменшення ступеня ризику, пов’язаного з прийняттям комерційних рішень, уникнення помилок щодо випуску товарів, невідповідних запитам ринку та від імовірності неправильного визначення сегментів ринку або каналів збуту товарів, а, навпаки, спрямували б його на випуск товарів, формування асортиментного торгового набору товарів, які за обсягом, номенклатурою, асортиментом і якістю найбільше відповідали б попиту населення, мали переваги над конкурентами і забезпечили б максимальний прибуток. 

## Методи аналізу
Якість аналізу ринку залежить також від складу, якості та достеменності наявної інформації та використовуваного методологічного інструментарію аналізу і від ступеня комплексності вивчення ринку. Аналіз ринку має включати вивчення усіх основних факторів, що впливають на стан і розвиток ринку, його секторів у таких напрямах: 
- вивчення місткості (ємності) ринку, його обсягів у регіональному і товарному розрізах;
- визначення якості товару, його споживних властивостей, відповідності вимогам ринку;
- всебічний аналіз споживача, його намірів, мотивацій, потреб і попиту;
- вивчення основних форм і методів організації збуту і споживання товарів.

У практиці ринкових досліджень і прогнозування найчастіше застосовуються такі методи: 
- економічностатистичних досліджень,
- багатофакторного математичного моделювання,
- соціологічних досліджень,
- експертних оцінок,
- аналогії,
- імітаційного моделювання,
- екстраполяції.

Вибір методів відбувається залежно від специфіки товарного чи регіонального ринку, поставлених поточних або перспективних завдань, інформаційного і технічного забезпечення.
Метод моделювання ринку — метод, що використовується в основному підприємствами, які виробляють товари промислового призначення, для оцінки ринкового потенціалу міста, регіону або країни на основі виявлення всіх потенційних покупців на ринку і оцінки їх можливих придбань.